# Lillie Leatherwood
Lillie Mae Leatherwood-King, ameriška atletinja, * 6. julij 1964, Tuscaloosa, Alabama, ZDA.
Nastopila je na poletnih olimpijskih igrah v letih 1984 in 1988, leta 1984 je osvojila naslov olimpijske prvakinje v štafeti 4×400 m in peto mesto v teku na 400 m, leta 1988 pa srebrno medaljo v štafeti 4×400 m. V slednji disciplini je na svetovnih prvenstvih osvojila srebrno medaljo leta 1991 in bronasto leta 1987.